# Епархия Сан-Луис-ди-Монтис-Белуса
 Епархия Сан-Луис-ди-Монтис-Белуса  (лат. Dioecesis Sancti Aloisii de Montes Belos) — епархия Римско-Католической церкви с центром в городе Сан-Луис-ди-Монтис-Белус, Бразилия. Епархия Сан-Луис-ди-Монтис-Белуса входит в митрополию Гоянии. кафедральным собором епархии Сан-Луис-ди-Монтис-Белуса является собор святого Луиджи Гонзаги.

## История
25 ноября 1961 года Римский папа Иоанн XXIII выпустил буллу «Cum venerabilis», которой учредил территориальную прелатуру Сан-Луис-ди-Монтис-Белуса, выделив её из архиепархии Гоянии и епархии Жатаи.
4 августа 1981 года Римский папа Иоанн Павел II издал буллу «Qui ad Beatissimi Petri», которой преобразовал территориальную прелатуру Сан-Луис-ди-Монтис-Белуса в епархию.

## Ординарии епархии
- епископ Estanislau Arnoldo Van Melis (26.11.1962—10.02.1987);
- епископ Washington Cruz (10.02.1987—8.05.2002) — назначен архиепископом Гоянии;
- епископ Carmelo Scampa (30.10.2002 — по настоящее время).

## Источник
- Annuario Pontificio, Ватикан, 2005
- Булла Qui ad Beatissimi Petri  (лат.)